# Medvedica
Medvedica je naselje v Občini Grosuplje. Zaselek kmečkih hiš je danes spremenjen, v njem so počitniške hiše, nekja obrtnikov in le malo kmetij.
Ime Medvedica ima še nekaj hiš pri Mali Ligojni.